# Praia de Belinho
Praia de Belinho é uma praia portuguesa, situada na freguesia de Belinho, Município de Esposende e Distrito de Braga.
Atualmente, devido à grande erosão costeira, foi praticamente engolida pelo mar, e concentra agora milhares de seixos (godos). O acesso a norte, mais sóbrio, efectua-se através de campos agrícolas e do pinhal. Dunas de dimensões consideráveis são protegidas por passadiços de madeira.